# العلاقات العراقية الفيتنامية
العلاقات العراقية الفيتنامية هي العلاقات الثنائية التي تجمع بين العراق وفيتنام.

## مقارنة بين البلدين
هذه مقارنة عامة ومرجعية للدولتين:
| وجه المقارنة                                              | العراق                       | فيتنام           |
| --------------------------------------------------------- | ---------------------------- | ---------------- |
| المساحة (كم2)                                             | 437.07 ألف                   | 331.69 ألف       |
| عدد السكان (نسمة)                                         | 38.27 مليون                  | 94.66 مليون      |
| الكثافة السكانية (ن./كم²)                                 | 87.56                        | 285.39           |
| العاصمة                                                   | بغداد                        | هانوي            |
| اللغة الرسمية                                             | اللغة العربية، اللغة الكردية | اللغة الفيتنامية |
| العملة                                                    | دينار عراقي                  | دونغ فيتنامي     |
| الناتج المحلي الإجمالي (بليون دولار)                      | 197.72 مليار                 | 234.19 مليار     |
| الناتج المحلي الإجمالي (تعادل القوة الشرائية) بليون دولار | 560.73 مليار                 | 553.42 مليار     |
| الناتج المحلي الإجمالي الاسمي للفرد دولار أمريكي          | 4.94 ألف                     | 2.48 ألف         |
| الناتج المحلي الإجمالي للفرد دولار أمريكي                 | 15.06 ألف                    | 5.63 ألف         |
| مؤشر التنمية البشرية                                      | 0.654                        | 0.666            |
| رمز المكالمات الدولي                                      | +964                         | +84              |
| رمز الإنترنت                                              | .iq                          | .vn              |
| المنطقة الزمنية                                           | ت ع م+03:00، ت ع م+04:00     | ت ع م+07:00      |

## منظمات دولية مشتركة
يشترك البلدان في عضوية مجموعة من المنظمات الدولية، منها:
| علم المنظمة | اسم المنظمة                        | تاريخ انضمام العراق | تاريخ انضمام فيتنام |
| ----------- | ---------------------------------- | ------------------- | ------------------- |
|             | مؤسسة التنمية الدولية              | 29 ديسمبر 1960      | 24 سبتمبر 1960      |
|             | يونسكو                             | 21 أكتوبر 1948      | 6 يوليو 1951        |
|             | وكالة ضمان الاستثمار متعدد الأطراف | 6 أكتوبر 2008       | 5 أكتوبر 1994       |
|             | الأمم المتحدة                      | 21 ديسمبر 1945      | 20 سبتمبر 1977      |
|             | الاتحاد البريدي العالمي            | ?                   | ?                   |
|             | البنك الدولي للإنشاء والتعمير      | 27 ديسمبر 1945      | 21 سبتمبر 1956      |
|             | الاتحاد الدولي للاتصالات           | 12 نوفمبر 1928      | 24 سبتمبر 1951      |
|             | منظمة حظر الأسلحة الكيميائية       | ?                   | ?                   |
|             | مؤسسة التمويل الدولية              | 27 ديسمبر 1956      | 4 أغسطس 1967        |
|             | منظمة الشرطة الجنائية الدولية      | ?                   | ?                   |

## وصلات خارجية
- موقع وزارة الخارجية العراقية
- موقع وزارة الخارجية الفيتنامية